# چن-هان-تونگ
چن-هان-تونگ (انگلیسی: Chen Han-tung؛ زادهٔ ۵ دسامبر ۱۹۸۰) وزنه‌بردار اهل چین است.